# 1957 w lotach kosmicznych
| Data                | Ładunek   | Rakieta | Opis |
| ------------------- | --------- | ------- | --- |
| 4 października 1957 | Sputnik 1 | Sputnik | Pierwszy sztuczny satelita Ziemi. |
| 3 listopada 1957    | Sputnik 2 | Sputnik | Drugi sztuczny satelita Ziemi. W specjalnej kapsule wyniósł na orbitę psa Łajkę w celu zbadania oddziaływania lotów kosmicznych na organizmy żywe. |